# Rocinela lukini
Rocinela lukini är en kräftdjursart som beskrevs av Galina S. Vasina 1993. Rocinela lukini ingår i släktet Rocinela och familjen Aegidae. Inga underarter finns listade i Catalogue of Life.